# Conus lautus
Conus lautus é uma espécie de gastrópode do gênero Conus, pertencente à família Conidae.